# إحصار داخل البطين
الإحصار داخل البطين قالب:إتج هو أحد أنواع إحصار القلب يحدث في البطين، ويُعتبر إحصار الحزيمة اليمنى أحد الأمثلة عليه.